# Leek (Holandia)
Leek – wieś i gmina w Holandii, w prowincji Groningen. Leży w odległości ok. 20km od Groningen. Miejscowość powstała w miejscu fortyfikacji, wybudowanych podczas wojny osiemdziesięcioletniej z Hiszpanią.
Co roku w święto Zesłania Ducha Świętego odbywa się tu jarmark, który przyciąga tysiące ludzi z okolicy. W pobliżu wsi, choć w innej prowincji, znajduje się płytkie jezioro o właściwościach rekreacyjnych, nazywane Het Leekstermeer bądź Zulthemeer.
Gmina składa się z siedmiu miejscowości: Enumatil, Leek, Lettelbert, Midwolde, Oostwold, Tolbert, Zevenhuizen.